# Joura
Joura é uma cidade e uma nagar panchayat no distrito de Morena, no estado indiano de Madhya Pradesh.

## Demografia
Segundo o censo de 2001, Joura tinha uma população de 25 514 habitantes. Os indivíduos do sexo masculino constituem 54% da população e os do sexo feminino 46%. Joura tem uma taxa de literacia de 64%, superior à média nacional de 59,5%: a literacia no sexo masculino é de 74% e no sexo feminino é de 52%. Em Joura, 16% da população está abaixo dos 6 anos de idade.